# Cerveyrette
La Cerveyrette est une rivière française du département des Hautes-Alpes, en région Provence-Alpes-Côte d'Azur, et un affluent de la Durance, donc un sous-affluent du Rhône.

## Géographie
La Cerveyrette désigne à la fois un torrent dont un affluent, le Blétonnet, rassemble les eaux du versant nord du col d'Izoard et la vallée qu'elle a creusée dans sa partie haute  (1 860 m-2 040 m) dans le massif du Queyras. Cette dernière renferme un des rares marécages d'altitude (1 900 m) marqué par une très grande richesse biologique.
La Cerveyrette prend sa source sur la commune de Cervières, au lieu-dit le Venton, à l'ouest du Petit Rochebrune (3 078 m), et à 2 506 m d'altitude et s'appelle aussi dans cette partie haute ravin du Venton.
La Cerveyrette a un cours de 22,8 kilomètres, et constitue un des nombreux tributaires alpins du bassin versant du Rhône.
La Cerveyrette conflue à Briançon, avec la Durance en rive gauche, à 1 187 m d'altitude, et à moins de 400 mètres de la Gare ferroviaire, et près de la Piscine, au lieu-dit les Preyts.
À la moitié[réf. nécessaire] du cours du torrent, le barrage du Pont Baldy, offre une capacité de stockage pouvant s'élever jusqu'à 1 000 000 m3.

### Communes et canton traversés
Dans le seul département des Hautes-Alpes, la Cerveyrette traverse deux communes et un seul canton :
- dans le sens amont vers aval : arrondissement de Briançon : canton de Briançon-Sud : Cervières (source), Briançon (confluence).

### Bassin versant
La Cerveyrette traverse une seule zone hydrographique 'le torrent de la Cerveyrette' (X010) de 119 km2. Ce bassin versant est constitué à 96,44 % de forêts et milieux semi-naturels, à 2,99 % de territoires agricoles, à 0,56 % de zones humides, et à 0,56 % de territoires artificialisés.

### Organisme gestionnaire
L'organisme gestionnaire est le Syndicat mixte d’aménagement de la vallée de la Durance, dont le périmètre d'intervention s'étend de Serre-Ponçon au Rhône. Il est concessionnaire du Domaine public fluvial (DPF) sur la Basse Durance mais intervient également sur le DPF de l'État sur la Moyenne Durance. Il œuvre essentiellement dans les domaines suivants : la gestion des crues, l’amélioration de la sécurité, le transport solide, la préservation et de la gestion du patrimoine naturel, la gestion des différents usages.

## Affluents

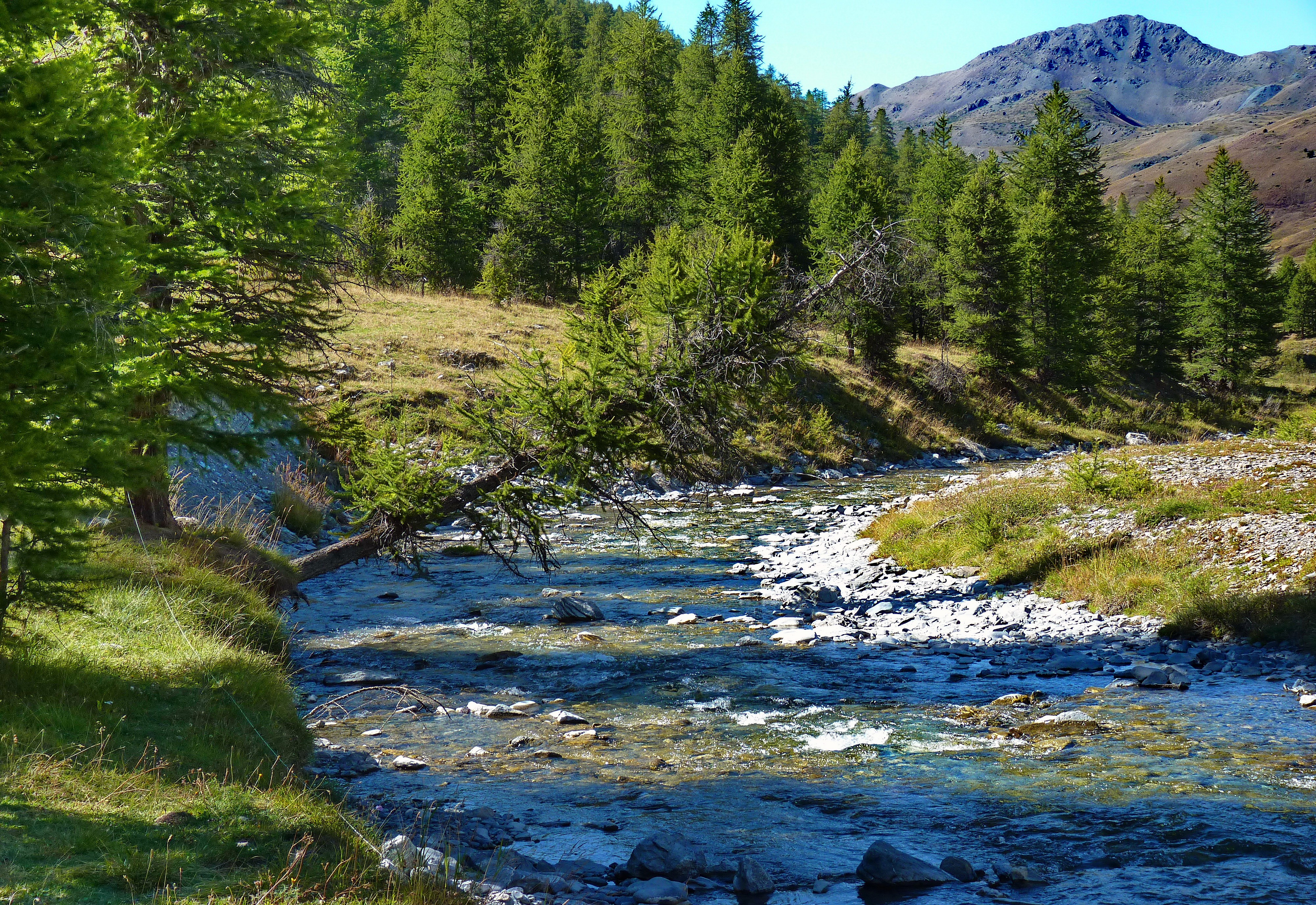
Un arbre fatigué à Cervières

La Cerveyrette a quinze affluents référencés :
- le ravin des Chalmettes (rg[note 1]), 1,4 km sur la seule commune de Cervières.
- le ravin des Coutiers (rg), 1,6 km sur la seule commune de Cervières.
- le torrent de Pierre Rouge (rd), 6,1 km sur la seule commune de Cervières, sous le Grand Glaiza (3 293 m)
- le ravin du Rousset (rd), 2,6 km sur la seule commune de Cervières.
- le torrent de la Tirière (rd), 2,8 km sur la seule commune de Cervières.
- le ravin de la Côte Belle (rg), 2,1 km sur la seule commune de Cervières.
- le torrent de Saint-Claude (rd), 2 km sur la seule commune de Cervières.
- le ruisseau de Cabot (rd), 2,9 km sur la seule commune de Cervières, avec un affluent :
  - le ruisseau de la Grande Combe (rd), 1,3 km sur la seule commune de Cervières.
- Géoportail ajoute le Ravin de la Grande Combe (rd), sous le Grand Charvia (2 648 m)
- le ruisseau du Blétonnet[3] (rg), 6,5 km sur la seule commune de Cervières, avec un affluent :
  - le ravin du Col d'Izoard (rg), 4,3 km sur la seule commune de Cervières, avec un affluent :
    - le ravin d'Izoard (rg), 3,4 km sur la seule commune de Cervières, sous le Grand Peygu (2 796 m)
- le torrent du Villard (rd), 3,2 km sur la seule commune de Cervières.
- le ravin de l'Aigue Belle (rd), 1,5 km sur la seule commune de Cervières.
- le ravin Mioillon (rd), 2,7 km sur les deux communes de Cervières et Briançon.
- le ravin des Ruilles ou torrent de Chabrelle (rg), 3,5 km sur la seule commune de Cervières, avec un affluent :
  - la ravin de Comaire (rd), 1,3 km sur la seule commune de Cervières.
- le ravin de la Grande Maye (rg), 1,4 km sur les trois communes de Cervières, Villar-Saint-Pancrace et Briançon.
- le ravin du Randon (rd), 1,6 km sur les deux communes de Cervières et Briançon.

Le rang de Strahler est donc de quatre par le Blétonnet, le ravin du col d'Izoard et le ravin d'Izoard.

## Écologie

### ZNIEFF
La Cerveyrette a donné lieu à une ZNIEFF de Type I décrite depuis 1988, de 999 hectares, sur la seule commune de Cervières : ZNIEFF 930020391 - Haute vallée de la Cerveyrette - marais du Bourget - Bois du Rebanc- Bois du Bourget. Celui-ci est un complexe exceptionnel d'habitats humides associant des marécages divers, tourbières, plans d'eau, bas-marais, magnocariçaies.
L'aspect originel du marais  du Bourget a été modifié de façon importante par la construction dans les années 80 de la route traversant la vallée. Ceci  a eu pour  conséquence de diviser la zone humide en 2 parties non connectées du point de vue hydrologique. Un curage de grande ampleur de la partie nord du marais dans les années 90 a causé un abaissement du niveau des ruisseaux de cette zone.
Cette première ZNIEFF de type I est elle-même incluse dans une ZNIEFF de Type II aussi décrite en 1988, pour 11 146 hectares sur neuf communes : ZNIEFF 930012778 - Vallée de la Haute Cerveyrette et du Blétonnet - Versants ubacs du grand pic de Rochebrune.

### Natura 2000
La Cerveyrette est aussi un constituant du réseau Natura 2000, comme  ZSC ou zone spéciale de conservation depuis 2006 et comme SIC ou site d'intérêt communautaire depuis 2013, décrit sous la référence FR9301503 - Rochebrune - Izoard - Vallée de la Cerveyrette, depuis 1998 et pour une superficie de 26 701 hectares.